# Kurt Weisflog

Kurt Weisflog

Kurt Erich Weisflog (* 28. Dezember 1906 in Neuwelt; † 7. Juli 1942 in Uljanowo auf Krim) war ein deutscher Politiker (NSDAP) und SA-Führer.

## Leben und Tätigkeit
Nach dem Besuch der Bürgerschule lernte Kurt Weisflog den Beruf des Stellmachers an der Handwerks- und Gewerbeschule in Schwarzenberg. Seit 1928 war er als Stanzer tätig.
Um 1927 trat Weisflog die NSDAP ein. 1932 wurde er Stadtverordneter in Schwarzenberg und noch im gleichen Jahr Vorsteher der Stadtverordneten. Im April 1933 wurde er in den Sächsischen Landtag gewählt, dem er bis zur Auflösung dieser Körperschaft im Oktober 1933 als Abgeordneter angehörte. Im gleichen Jahr wurde er Betriebsobmann und Gauredner der NSDAP.
Kurt Weisflog wurde 1934 in Reichenbach im Vogtland Führer der SA-Standarte 415. Im darauffolgenden Jahr übernahm er die Führung der SA-Standarte 105 in Aue.
Bei der Reichstagswahl vom März 1936 wurde Weisflog in den deutschen Reichstag gewählt, dem er knapp sechseinhalb Jahre lang, bis zu seinem Tod, als Abgeordneter angehören sollte.
Weisflog kam im Sommer 1942 als Oberleutnant des Infanterie-Regiments 72 bei Kampfhandlungen in Russland zu Tode. Sein Reichstagsmandat wurde nach seinem Tod von Carl Strobel übernommen.